# Type XXI (lớp tàu ngầm)
Tàu ngầm Type XXI là một lớp tàu ngầm diesel-điện của Đức Quốc xã trong Chiến tranh Thế giới thứ hai. 118 chiếc tàu ngầm loại này đã được chế tạo hoàn thiện nhưng chỉ có 4 chiếc sẵn sàng sử dụng và 2 chiếc đã đi tuần tra ngoài Đại Tây Dương. Cả 2 chiếc này đều không đánh chìm được tàu nào của quân Đồng Minh.
Sau chiến tranh, các cường quốc thắng trận (Anh, Mỹ, Pháp và Liên Xô) đã lấy từ 1 đến 2 chiếc (riêng Liên Xô lấy 4 chiếc) Type XXI về sử dụng trong biên chế của họ cho mục đích nghiên cứu. Thiết kế của Type XXI có sức ảnh hưởng lớn tới các thiết kế tàu ngầm diesel-điện trong Chiến tranh Lạnh như: lớp Tang (Tang class) của Mỹ, lớp Porpoise (Porpoise class) của Anh, lớp Narval (Narval class) của Pháp, Proyekta 611 (lớp Zulu, Zulu class), Proyekta 613 (lớp Whiskey, Whiskey class) và Proyekta 633 (lớp Romeo, Romeo class) của Liên Xô.

## Sản xuất
Từ năm 1944 đến năm 1945, 118 chiếc Type XXI được chế tạo bởi Blohm & Voss (Hamburg), AG Weser (Bremen) và Schichau-Werke (Danzig) nhưng chỉ có 4 chiếc là sử dụng được do thiết kế có nhiều sai sót, việc sản xuất diễn ra gấp rút trước khi việc thiết kế hoàn tất và cơ sở vật chất thiếu kinh nghiệm đóng tàu nên đã dẫn đến việc những chiếc Type XXI sau khi được hoàn thành gặp nhiều lỗi kỹ thuật, đòi hỏi nhiều thời gian nằm lại cảng để sửa chữa.
Theo kế hoạch, nơi lắp ráp cuối cùng của tàu ngầm Type XXI là tại Boong-ke tàu ngầm Valentin, một boong ke khổng lồ được xây dựng bằng bê tông cốt thép từ năm 1943 tại làng Farge, Bremen. Đến cuối tháng 3 năm 1945, boong-ke này hứng chịu liên tiếp 2 đợt không kích bằng bom động đất Grand Slam của Không quân Hoàng gia Anh và bom tên lửa Disney của Không lực Lục quân Hoa Kỳ và bị sập một phần. 4 tuần sau cuộc không kích, Quân Anh đã chiếm được boong-ke này trong tình trạng bị bỏ hoang.

## Các quốc gia sử dụng

### Hải quân Đức Quốc Xã
U-2511 (do Korvettenkapitän Adalbert Schnee chỉ huy) và U-3008 (do Kapitänleutnant Helmut Manseck chỉ huy) là 2 chiếc Type XXI duy nhất đã đi tuần tra ngoài Đại Tây Dương trong Thế chiến 2. Vào ngày 4 tháng 5 năm 1945, chiếc U-2511 đã phát hiện ra chiếc tàu tuần dương hạng nặng HMS Norfolk ở ngoài khơi Ireland. Vào thời điểm chuẩn bị tấn công chiếc tàu tuần dương Anh thì thuyền trưởng Schnee đã nhận được lệnh ngừng bắn từ đại đô đốc Karl Dönitz. Ông hủy bỏ cuộc tấn công và đưa chiếc U-2511 quay về căn cứ Bergen mà không bị phát hiện. U-2511 và thủy thủ đoàn của nó (bao gồm cả thuyền trưởng Schnee) đầu hàng Hải quân Anh vào ngày 8 tháng 5 năm 1945 tại Bergen. U-3008 và thủy thủ đoàn của nó (bao gồm cả thuyền trưởng Manseck) đầu hàng Hải quân Anh vào ngày 11 tháng 5 năm 1945 tại Wilhelmshaven.

### Hải quân Hoa Kỳ
Sau khi chiến tranh kết thúc, Hải quân Hoa Kỳ lấy 2 chiếc U-2513 và U-3008 về sửa chữa rồi họ tái sử dụng chúng trong biên chế với tên gọi mới là: USS U-2513 và USS U-3008. Hải quân Mỹ vận hành cả 2 con tàu này ở Đại Tây Dương. 2 chiếc Type XXI này đóng vai trò quan trọng trong "Chương trình sức đẩy dưới nước lớn hơn" (GUPPY), một chương trình hiện đại hóa các tàu ngầm thuộc lớp Gato, Balao và Tench từ thời Thế chiến 2 của Hoa Kỳ để gia tăng thời gian và tốc độ di chuyển khi lặn của chúng. Vào tháng 11 năm 1946, tổng thống Harry S. Truman đã đến thăm chiếc U-2513. Chiếc tàu ngầm đã lặn xuống độ sâu 120 mét với Tổng thống Mỹ trên tàu. Hải quân Hoa Kỳ. Vào ngày 7 tháng 10 năm 1951, U-2513 bị đánh chìm như một tàu mục tiêu bởi tàu khu trục USS Robert A. Owens. Xác của U-2513 được phát hiện ở độ sâu 213 feet (65 m) ở 70 dặm về phía tây Key West, Florida. U-3008 cũng chung số phận tương tự chiếc U-2513. Nó cũng bị đánh chìm như một tàu mục tiêu trong hàng loạt các cuộc thử nghiệm phá dỡ của Hải quân Mỹ vào tháng 5 năm 1954. Xác của chiếc U-3008 đã được vớt lên và bán lại cho Công ty Sắt và Kim loại Loudes tại căn cứ hải quân Roosevelt Roads ở Puerto Rico vào năm 1955.

### Hải quân Hoàng gia Anh
Sau khi chiến tranh kết thúc, Anh lấy chiếc U-3017 về sử dụng trong biên chế với tên gọi HMS N41 cho mục đích nghiên cứu. Vào tháng 11 năm 1949, Hải quân Hoàng gia Anh tháo dỡ con tàu này tại Newport, Wales. Tương tự Hoa Kỳ, Anh cũng sao chép một số yếu tố công nghệ từ chiếc U-3017 lên tàu ngầm lớp Porpoise (Porpoise-class) của Hải quân Hoàng gia Anh sau chiến tranh. Lớp Porpoise phục vụ trong biên chế của Hải quân Anh từ thập niên 1960 đến đầu thập niên 1980.

### Hải quân Liên Xô
Sau khi chiến tranh kết thúc, Hải quân Liên Xô lấy 4 chiếc U-2529, U-3035, U-3041 và U-3515 về sử dụng trong biên chế với tên gọi lần lượt là B-27, B-28, B-29 và B-30 (về sau, chiếc B-30 được đổi tên thành B-100). Liên Xô dùng 4 chiếc tàu này chủ yếu cho mục đích nghiên cứu từ năm 1946 đến năm 1972. Cũng như Hoa Kỳ và Anh, Liên Xô cũng sao chép một số yếu tố công nghệ từ 4 chiếc Type XXI mà nước này lấy được từ Đức lên các thiết kế tàu ngầm: Proyekta 633 (Romeo-class), Proyekta 611 (Zulu-class) và Proyekta 613 (Whiskey-class).

### Hải quân Pháp
Sau khi chiến tranh kết thúc, Hải quân Pháp đã lấy chiếc U-2518 về nước. Họ đưa nó vào sử dụng chính thức trong biên chế của mình từ ngày 13 tháng 2 năm 1946 với tên gọi mới là Roland Morillot. Chiếc Roland Morillot tham gia tích cực cùng Hải quân Pháp trong Cuộc khủng hoảng Kênh đào Suez (1956). Vào ngày 21 tháng 5 năm 1969, chiếc Roland Morillot bị Hải quân Pháp tháo dỡ. Cũng như Liên Xô, Anh và Hoa Kỳ, Pháp cũng sao chép thiết kế của Klasse XXI lên lớp tàu ngầm Narval (Narval-class) của nước này sau chiến tranh. Lớp Narval phục vụ trong biên chế của Hải quân Pháp từ năm 1958 đến năm 1992.

### Hải quân Đức
Vào tháng 6 năm 1957, Hải quân Đức đã tiến hành trục vớt chiếc U-2540 rồi họ đại tu nó tại ụ tàu của công ty đóng tàu Howaldtswerke Werft ở Kiel. Vào ngày 1 tháng 9 năm 1960, Hải quân Đức chính thức đưa chiếc U-2540 vào sử dụng trong biên chế với tên gọi là Wilhelm Bauer. Chiếc tàu này hoạt động trong biên chế của Hải quân Đức với vai trò chính là tàu nghiên cứu. Từ tháng 5 năm 1970, nó cũng phục vụ các hoạt động dân sự và đóng vai trò làm tàu thử nghiệm các cải tiến kỹ thuật của tàu ngầm Type 206. Vào năm 1983, Hải quân Đức đã loại biên chiếc tàu này. Từ sau năm 1984, chiếc Wilhelm Bauer hoạt động như là một tàu bảo tàng đặt tại thành phố Bremerhaven (thuộc bang Bremen) và là chiếc tàu ngầm Type XXI cuối cùng còn sót lại sau chiến tranh.